# Liste der Monuments historiques in Charencey (Côte-d’Or)
Die Liste der Monuments historiques in Charencey führt die Monuments historiques in der französischen Gemeinde Charencey auf.

## Liste der Objekte
| Bezeichnung               | Beschreibung                                                                        | Standort                       | Kennzeichnung | Schutzstatus | Datum | Bild |
| ------------------------- | ----------------------------------------------------------------------------------- | ------------------------------ | ------------- | ------------ | ----- | ---- |
| Skulptur Madonna mit Kind | Holz, 14. Jahrhundert                                                               | in der Kirche St-Didier (Lage) | PM21000523    | Classé       | 1959  |      |
| Skulptur Heiliger Abdon   | Aufsatz eines Prozessionsstabs; Holz, farbig gefasst und vergoldet, 18. Jahrhundert | in der Kirche St-Didier (Lage) | PM21003403    | Inscrit      | 1972  |      |